# São Mateus de Oliveira
São Mateus de Oliveira (también llamada Oliveira São Mateus) es una freguesia portuguesa del concelho de Vila Nova de Famalicão, en el distrito de Braga, con 2,85 km² de superficie y 2.714 habitantes (2011). Su densidad de población es de 952,3 hab/km². 
El nombre actual de la freguesia aparece en el siglo XVI, pues con anterioridad era denominada Soalhães, o São Mateus de Soalhães, por la iglesia de este nombre, fundada en la localidad en 1085.